# Atretochoana eiselti
Atretochoana eiselti is een wormsalamander uit de familie waterbewonende wormsalamanders (Typhlonectidae).

## Naamgeving
De soort werd voor het eerst wetenschappelijk beschreven door Edward Harrison Taylor in 1968. Oorspronkelijk werd de wetenschappelijke naam Typhlonectes eiselti gebruikt. Het is de enige soort uit het geslacht Atretochoana. Atretochoana eiselti behoort waarschijnlijk tot een van de grotere wormsalamanders: het holotype is 73 centimeter lang. De kop is afgeplat, de huid is gerimpeld en de wormsalamander heeft geen longen.

## Verspreiding en habitat
Atretochoana eiselti komt voor in Zuid-Amerika en leeft endemisch in Brazilië. Waarschijnlijk komt de wormsalamander ook voor in delen van het buurland Bolivia.

## Ontdekkingsgeschiedenis
Oorspronkelijk waren maar twee exemplaren bekend; het holotype, dat werd verzameld voor 1945 en waarschijnlijk meer dan 100 jaar oud is en bekendstaat als afkomstig uit Zuid-Amerika. Het tweede exemplaar (uit 1961) komt waarschijnlijk uit Brazilië.
In juni 2011 werd nabij het strand praia de Marahú op het eiland Mosqueiro (nabij de stad Belém, Brazilië) een exemplaar gefotografeerd dat een specimen van Atretochoana eiselti lijkt te zijn, maar een zekere identificatie was niet mogelijk. In 2011 werden meerdere exemplaren aangetroffen, enkele nabij het eiland Mosqueiro en in de baai Baía de Marajó (Belém), dicht bij de monding van de Amazone en één in de rivier de Madeira in Cachoeira Santo Antônio nabij de grens tussen Brazilië en Bolivia.